# Cossia
La cossia (en francès coursie, en italià corsia) era el passadís que recorria, de proa a popa, la part central d'una galera.
Per extensió ha passat a denominar el pla de simetria d'un vaixell, és a dir, el pla que va de proa a popa i parteix el vaixell en dos meitats simètriques, també denominada crugia.
Hi havia un càstig que es va iniciar en l'època de les galeres que rebia el nom de passar cossia, consistent en fer passar el castigat per la cossia entre dues files de mariners rebent cops de vara.

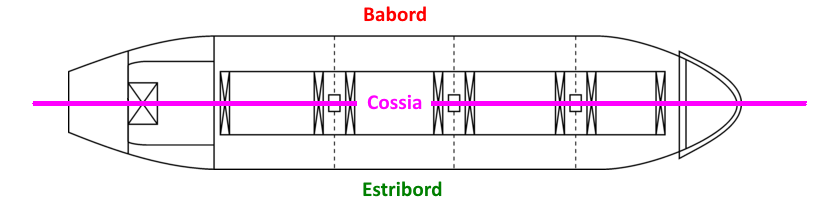
Diagrama d'un vaixell amb la línia de cossia o crugia